# José Joaquín Fernández de Lizardi
José Joaquín Fernández de Lizardi (né le 15 novembre 1776 et mort le 21 juin 1827) et un écrivain et journaliste mexicain. Il est surtout connu pour son ouvrage El Periquillo Sarniento (en) (1816), qui est l'un des premiers romans écrits en Amérique latine.

## Biographie
Lizardi naît à Mexico alors que cette dernière est la capitale de la Nouvelle-Espagne. Son père est un médecin qui s'adonne de temps à autre à l'écriture.
La mort du père de Lizardi en 1798 force ce dernier à abandonner ses études à l'université nationale autonome du Mexique. Il travaille comme magistrat dans la région de Taxco-Acapulco. Il se marie à Taxco en 1805.
Tout comme son père, Lizardi complète ses revenus en écrivant. Il commence sa carrière littéraire en 1808 en publiant un poème rendant hommage à Ferdinand VII d'Espagne. 